# Austroglossus pectoralis
 Austroglossus pectoralis és un peix teleosti de la família dels soleids i de l'ordre dels pleuronectiformes.

## Alimentació
Menja petits invertebrats bentònics i peixets.

## Distribució geogràfica
Es troba a les costes de Sud-àfrica.